# Stadio nazionale di Jamor
Lo stadio nazionale di Jamor (in portoghese Estádio Nacional do Jamor) è un impianto calcistico di Oeiras, in Portogallo; amministrativamente è ubicato nel valle del Jamor del comune di Oeiras, nelle immediate vicinanze della capitale Lisbona.
Di proprietà della Federcalcio portoghese, ospita attualmente le gare della nazionale e le finali della Coppa del Portogallo oltre che gli incontri casalinghi del Belenenses SAD.

## Storia
Lo stadio è frutto dello sforzo compiuto dalla propaganda dell'allora dittatore António Salazar, fondatore in Portogallo di un regime di stampo fascista chiamato Estado Novo (Nuovo Stato), di dar vita a nuove opere monumentali (sulla falsariga di quelle, per esempio, dello stadio olimpico di Berlino) dove promuovere la pratica sportiva, ma anche per creare spazi per manifestazioni celebrative ispirate al clima e ai valori politici della dittatura.

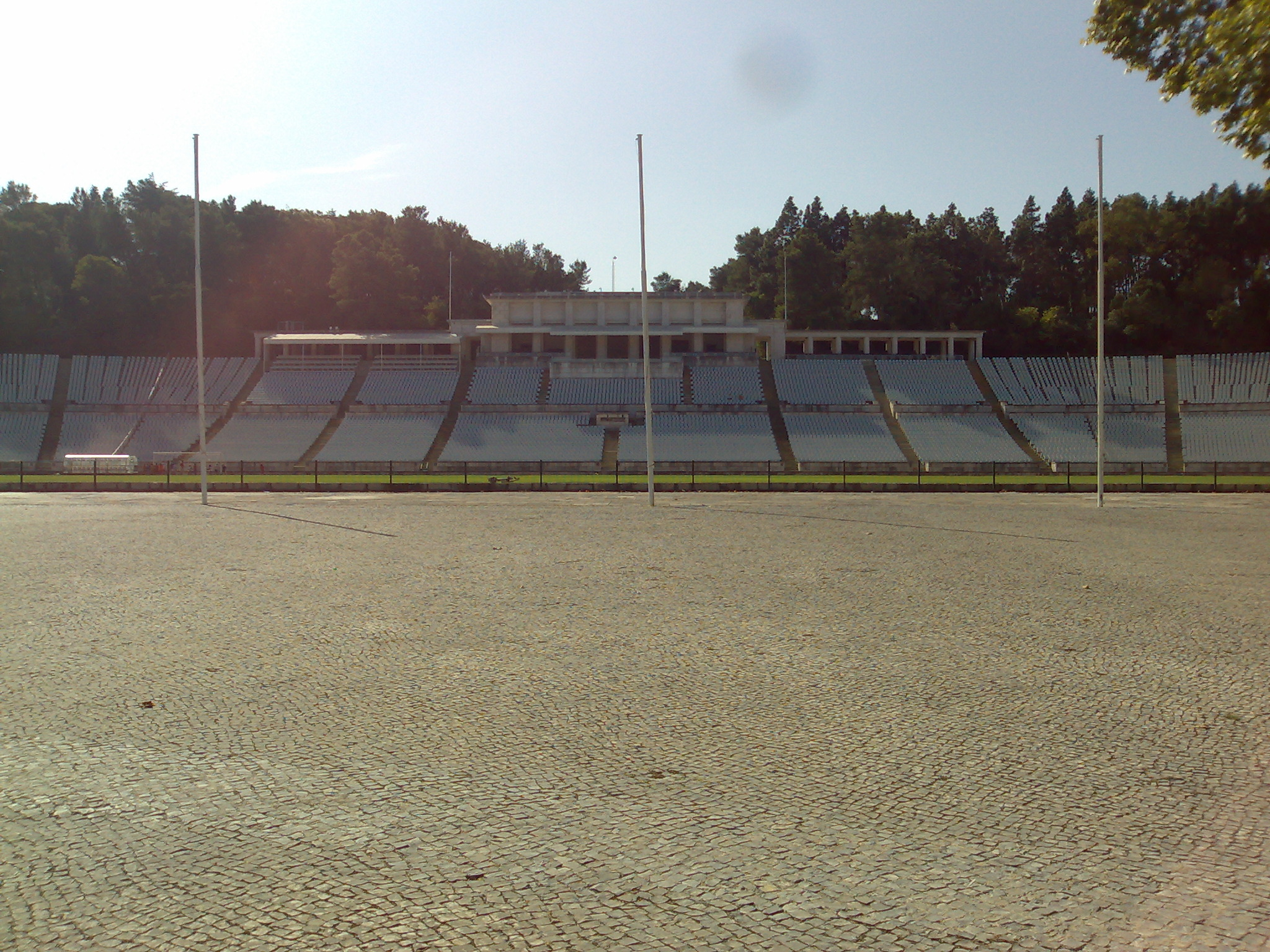
L'ingresso a raso dello stadio dalla tribuna orientale

Concepito come opera «di grande effetto scenico» lo stadio, perfettamente allineato ai punti cardinali con le due curve opposte rispettivamente a nord e a sud e la tribuna orientale lasciata aperta per permettere anche l'ingresso a raso, si inserisce armonicamente all'interno del parco sportivo di Jamor, quartiere della cittadina di Oeiras, circa 10 chilometri dal centro di Lisbona e, pur mantenendo un aspetto monumentale in linea con i dettami del regime, riesce a coniugare «l'aspetto da anfiteatro da antica Grecia» a una linea architettonica moderna e funzionale.
L'impianto fu ultimato nel 1944 e inaugurato il 10 giugno di quello stesso anno con una celebrazione propagandistica alla presenza del presidente della Repubblica António Óscar Carmona e del presidente del Consiglio Salazar.
Già dal 1946 il nuovo stadio, denominato  "nazionale", ospitò la finale della Coppa di Portogallo: la prima fu il 30 giugno di quell'anno, quando in finale giunsero due club di Lisbona, lo Sporting e l'Atlético; da allora, solo in cinque occasioni la finale di Coppa ebbe una sede diversa (quattro volte a Porto, allo Stadio das Antas, e in un caso in uno stadio di Lisbona, l'Alvalade, impianto di casa dello Sporting fino al 2003).
Lo stadio è di proprietà della federazione calcistica portoghese, e la prima manifestazione internazionale a esservi ospitata fu l'edizione del 1950 della Coppa Latina, i cui incontri si tennero tutti in tale impianto; un anno prima, il 3 maggio 1949, lo Stadio Nazionale era stato il teatro dell'ultima partita del Grande Torino: su invito dei dirigenti del Benfica, che avevano deciso di organizzare un incontro in omaggio al loro capitano Francisco Ferreira, il Torino si recò in Portogallo per disputare un incontro amichevole contro la squadra di Lisbona; la partita terminò 4-3 per i lusitani e, al ritorno della squadra in Italia, l'aereo su cui viaggiava si schiantò sulla collina di Superga, sopra Torino, causando la morte di tutti i giocatori e degli accompagnatori.
Il 4 settembre 1955 entrò nella storia essendo lo stadio che ospitò la prima partita di sempre della Coppa dei Campioni e più in generale primo incontro di sempre delle competizioni Union of European Football Associations (UEFA) per club. La partita fu tra la terza classificata dell'ultima Primeira Divisão, lo Sporting Lisbona e i campioni jugoslavi del Partizan e terminò 3-3.
Nel 1967 lo stadio fu la sede della finale di Coppa dei Campioni tra gli scozzesi del Celtic e gli italiani dell'Inter.
In campo per l'Inter, sconfitta 1-2 dalla formazione britannica, giocava quel giorno Sandro Mazzola, figlio di Valentino che 18 anni prima aveva disputato l'incontro con il Benfica.
Benché in passato sia stato utilizzato più o meno regolarmente dalla selezione portoghese quando disputava le sue gare interne a Lisbona e nonostante il suo status ufficiale, tuttora, di stadio nazionale, l'impianto è penalizzato dall'assenza di copertura per qualsiasi ordine di posti, cosa che ha recentemente indotto la federazione a organizzare alcuni incontri internazionali di rilievo in altri impianti cittadini, come per esempio il moderno e nuovo Stadio da Luz di 2004, di proprietà del Benfica.
Il 25 settembre 2007 lo stadio ospitò anche un concerto dei Police, nel corso del loro Reunion Tour.

## Incontri internazionali

### Finale di Coppa dei Campioni

#### Coppa dei Campioni 1966-1967
| Arbitro: | Kurt Tschenscher |

|                          |           |                   |
| Gemmell 63’ Chalmers 84’ | Marcatori | 7’ (rig.) Mazzola |

## Galleria d'immagini

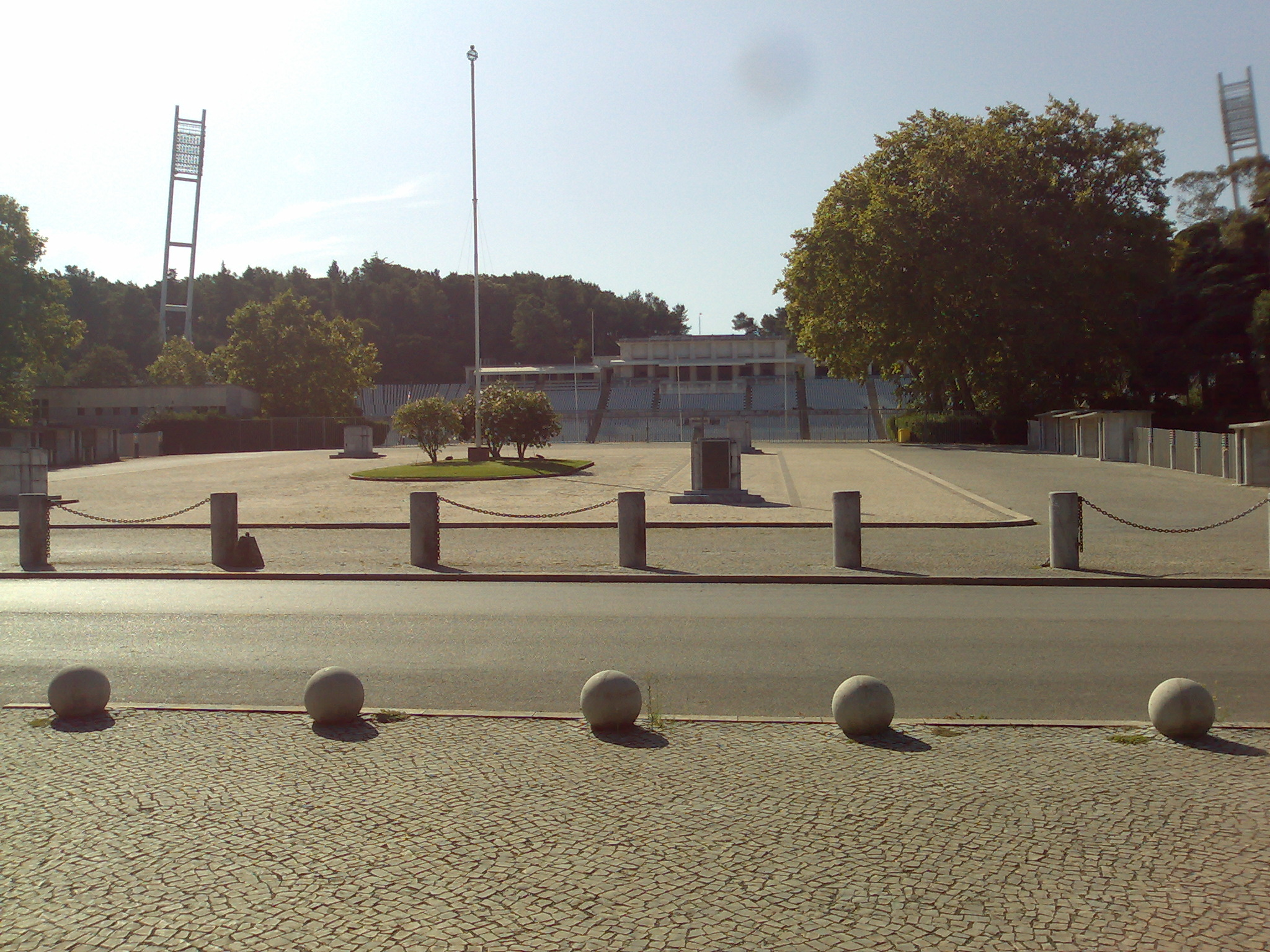
La piazza antistante l'ingresso a raso
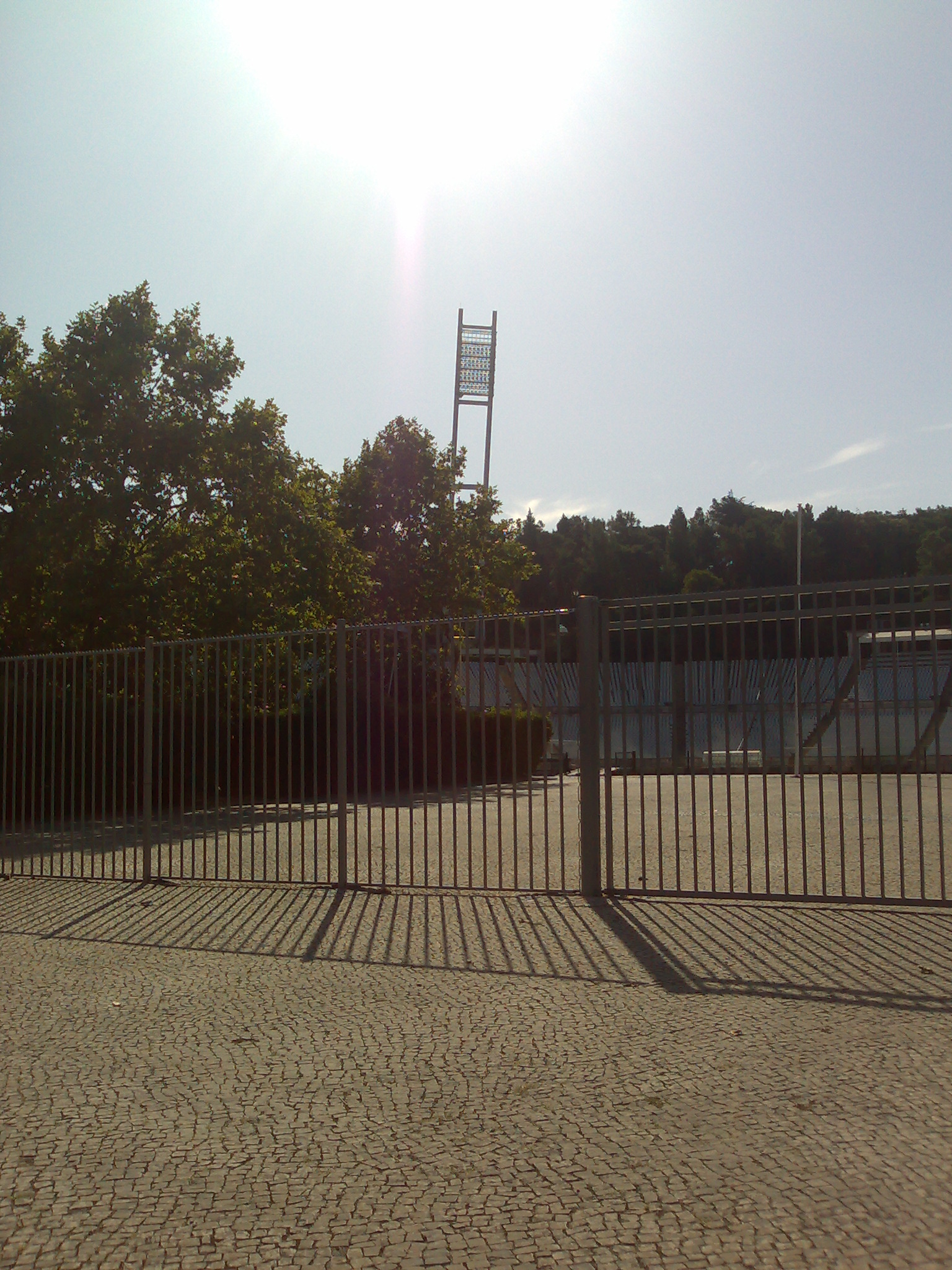
Pilone d'illuminazione
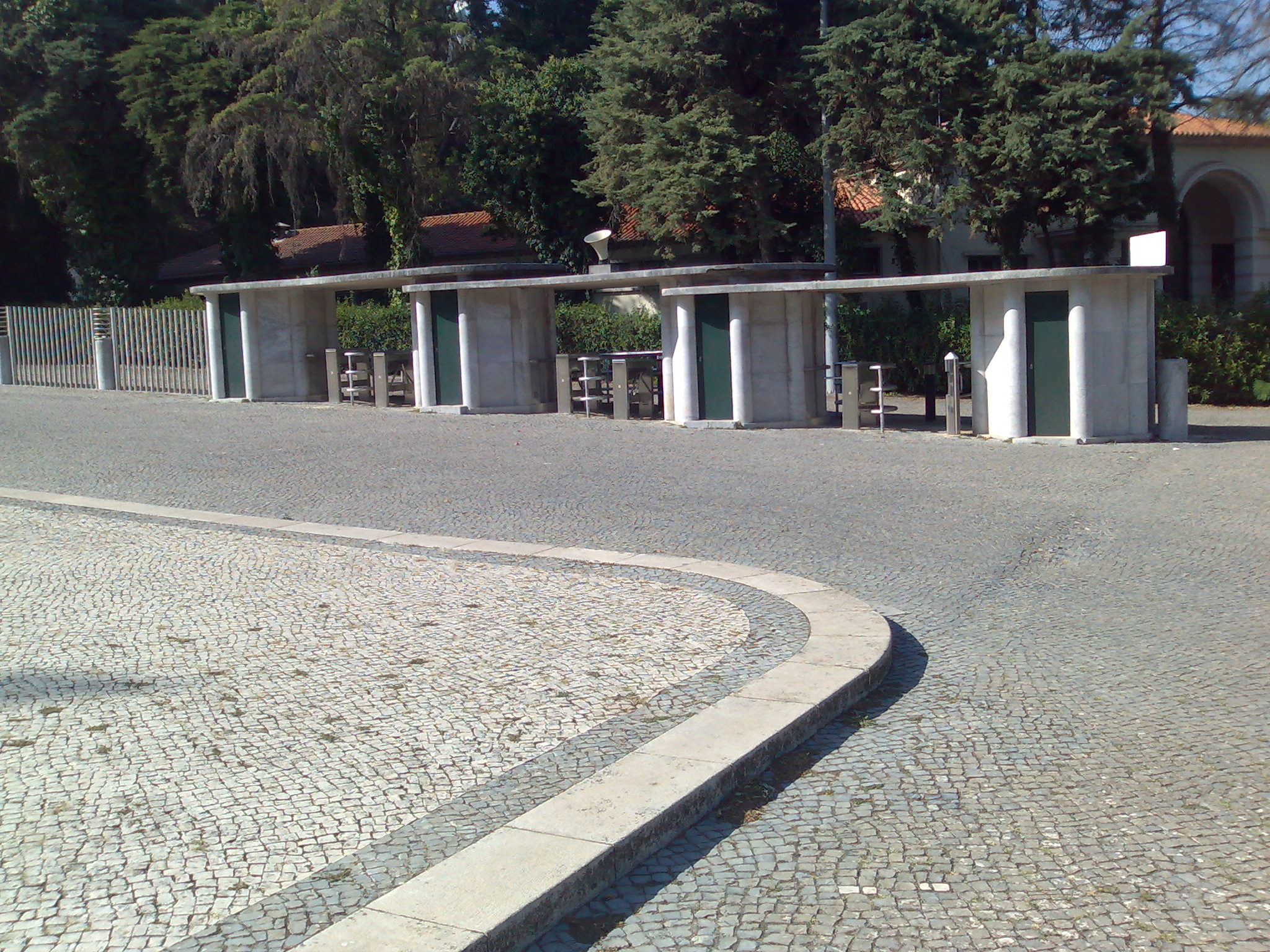
Ingressi